# Visborgsslätt

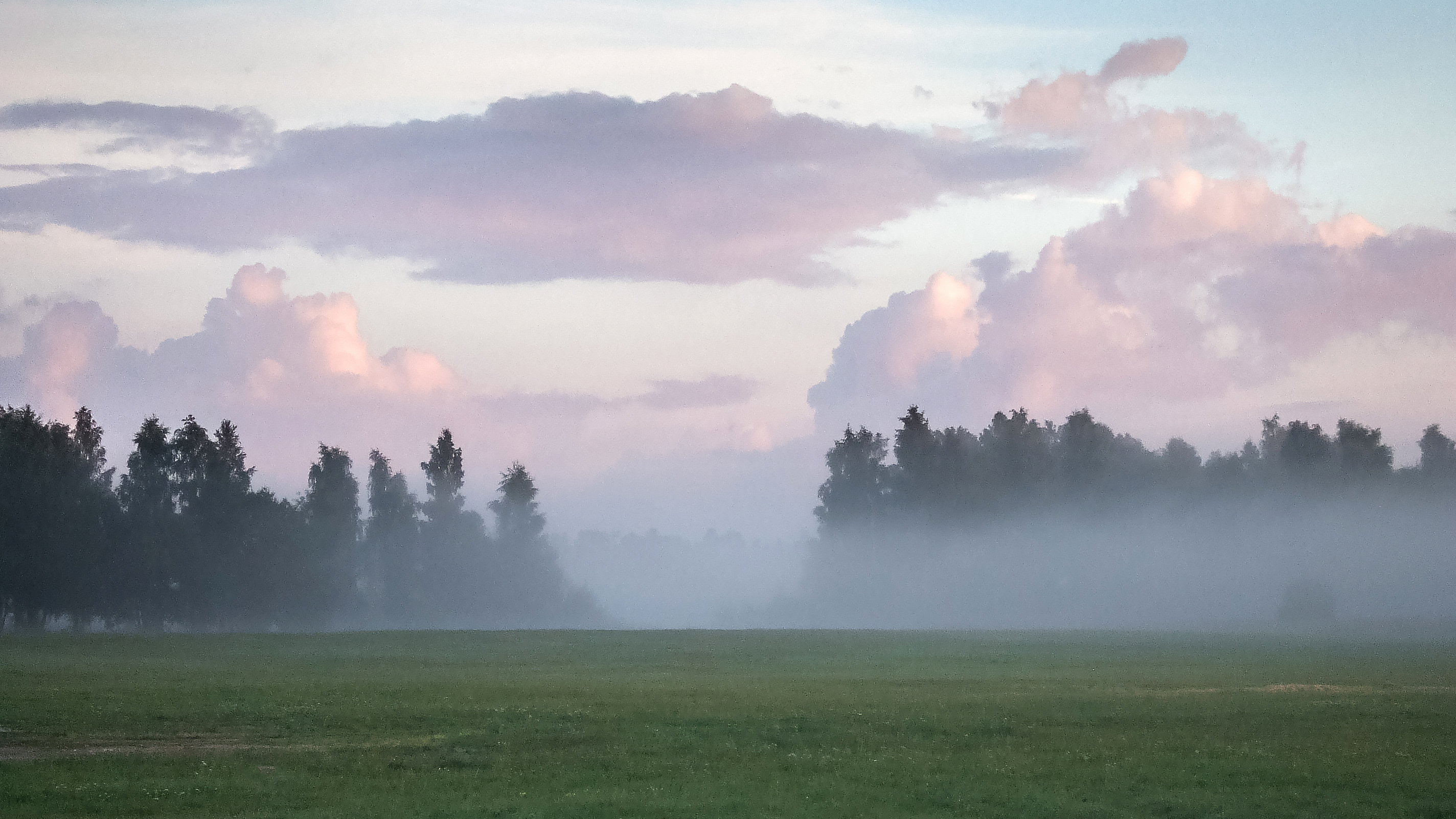
Dimma över västra delen av Visborgsslätt

Visborgsslätt, militärt övningsområde beläget i Visby använt av Gotlands regemente (P 18) och deras föregångare Gotlands infanteriregementen (I 27) och (I 18) 1887–2005. Området ägs sedan 2005 av statliga fastighetsbolaget Vasallen, vilka har hyrt ut lokalerna till ett flertal hyresgäster som Region Gotland. Regionen tänker bygga ut området till en helt ny stadsdel.